# أريدي مبقع
أريدي مبقع (الاسم العلمي:Aerides maculosa) هو نوع من النباتات يتبع جنس الأريدي من الفصيلة السحلبية.